# 10美元纸币
美国10美元的纸币（$10）是美国货币的种类之一。10美元纸币的图景正面是美国第一任财政部长亚历山大·汉密尔顿肖像，背面是美国财政部大楼 (华盛顿特区)，主色调为绿色，但不同版别的颜色少有差异，如1934年版背面为深绿色，1950年版背面为草绿色，1963年版背面均为墨绿色。